# Kèskesdijk
De Kèskesdijk is de weg van Gemert naar Handel. De officiële naam van deze weg is: Handelseweg. Deze weg wordt al eeuwenlang gebruikt door bedevaartgangers naar Onze Lieve Vrouw van Handel.
Langs deze weg bevinden zich een achttal bakstenen zuiltjes met een nis, en zeven daarvan bevatten een beeldengroepje dat een van de Zeven smarten van Maria verbeeldt. Het achtste staat aan het begin van deze reeks en bevat een beeldengroep die een inleiding geeft op wat volgen gaat. Deze worden in het Brabants dialect kèskes (kastjes) genoemd. De Kèskesdijk is al eeuwenoud, want in 1696 werd deze al beschreven. Ook in 1712 werden de kèskes vermeld. Nadat ze jarenlang aan verval hebben blootgestaan werden ze omstreeks 1890 vervangen door de huidige neogotische exemplaren.
Bij het verlaten van Gemert staat bovendien nog een ouder kèske, met een Mariabeeld erin. Dit staat bij de brug over de Molenbroekseloop, een zijtak van de Rips. Het moet gebouwd zijn tussen 1662 en 1712. Het oorspronkelijke Mariabeeld, dat uit de 18e eeuw stamt, is er uit gestolen en vervangen door een nieuw beeld. Dit kèske, dat de status van Rijksmonument heeft, is door wortelgroei van een nabijgelegen eik enigszins scheef komen staan. Het werd beschreven als het eerste heyligen huysken op de Lodderdijck (de Lodderdijk is het verlengde van de Handelseweg).

## Ossenkapel
Halverwege de Kèskesdijk bevindt zich de Ossenkapel. Deze, veel grotere, kapel is eveneens gebouwd omstreeks 1890. De legende ervan is dat de boeren een kapel wilden bouwen ter ere van het wonderbare Mariabeeldje dat daar was gevonden, maar dat de ossen voor de kar met bouwmaterialen er weigerden te stoppen en doorliepen naar de plaats waar tegenwoordig de kerk van Handel ligt en het beeldje is te vinden. De Ossenkapel heeft te lijden gehad van vandalisme maar werd in 1987 hersteld. De kapel bevat een neogotisch altaar en schilderingen die de geschiedenis van de kapel weergeven.